# أحداث العنف في آسام مايو 2014
 من ليلة 1 مايو 2014 حتى ساعات الصباح الباكر من 3 مايو، وقعت سلسلة من الهجمات على المهاجرين البنغاليين المسلمين في ولاية آسام، وهي ولاية شمال شرق الهند. مرتكب الجريمة غير معروف، لكن يُشتبه في أنه الجبهة الديمقراطية الوطنية لبودولاند التابعة لفصيل سونجبيجيت . من المتوقع أن تكون التفجيرات للانتقام لعدم التصويت لصالحهم في الانتخبات العامة الهندية، بلغ عدد القتلى 32.

## الخلفية
البودويون هم مجتمع أصلي في ولاية آسام في الهند. ويشكلون حوالي 10٪ من سكانها البالغ عددهم 44 مليون نسمة. التمرد في شمال شرق الهند مستمر منذ عقود وتشارك فيه عدة مجموعات متمردة. أسفرت أحداث عنف عام 2012 في ولاية آسام، بين قبائل بودو والمسلمين عن 108 حالة وفاة، أشعل هذه الأحداث أحد ضباط الشرطة في ولاية أسام. في الهند، الانتخبات العامة كانت ستختتم مرحلتها الأخيرة في 12 مايو وسيتم إعلان النتائج في 16 مايو.

## الهجمات
حوالي الساعة 7:30 مساءً في 1 مايو، داهم مسلحون قرية نارسنجاري في مقاطعة بكسا، فتحوا النار على منزل، مما أسفر عن مقتل ثلاث نساء وإصابة اثنين آخرين. وقد وصل المهاجمون على الدراجات. في الساعات الأولى من صباح 2 مايو، فتحت مجموعة أخرى من المسلحين النار على ثلاثة منازل في قرية بالبارا في منطقة كوكراجهار، مما أسفر عن مقتل سبعة أشخاص. في مساء اليوم نفسه، قتلت مجموعة أخرى 12 شخصًا وأحرقت 30 منزلاً من القش بالقرب من منتزه ماناس الوطني مقاطعة بكسا.
في 3 مايو، هاجم أربعة من المتمردين المشتبه بهم الشرطة في الغابة بالقرب من تيجبور. أطلقت الشرطة النار انتقاما مما أسفر عن مقتل اثنين بينما فر اثنان آخران. كما قتلت الشرطة مشتبها به آخر في منطقة أودغوري حيث عثروا على مسدس وقنبلة يدوية.

## التحقيقات
ألقت الشرطة القبض على 22 شخصًا مع ثمانية من حراس الغابات للتحقيق في تورطهم. قررت حكومة ولاية اسام تسليم التحقيق إلى وكالة التحقيقات الوطنية .

## بعد الأحداث

### تدابير أمنية
بسبب الهجوم، العديد من المسلمين من دورماري ودوتوما في منطقة كوكراجهار فروا من منازلهم. رئيس المجلس الإقليمي بودولاند هاجراما موهيلاري هدأ من ذعر الناس ووعدهم بفرض الأمن. وتم فرض حظر التجول في مناطق كوكراجهار، وباكسا و شيرانغ وصدرت أوامر بإطلاق النار في كوكراجهار وباكسا.
أنهى مسيرات العلم في مناطق حساسة من مقاطعتي كوكراجار وبكسا تم نقل عشر كتائب إضافية إلى المنطقتين. وتم اتخاذ إجراءات قوية ضد الجبهة الوطنية من قبل وزارة الداخلية في الهند.
نشرت وزارة الداخلية 43 كتيبة تابعة لقوات الشرطة المسلحة المركزية، بينما نشرت وزارة الدفاع أيضًا 15 كتيبة من الجيش تضم حوالي 1500 جندي.

### ردود فعل
رئيس وزراء آسام، استعرض تارون غوغوي الوضع مع كبار المسؤولين الحكوميين. ألقت أحزاب المعارضة السياسية باللوم على الحكومة التي يقودها غوغوي في إخفاقها في حماية الأرواح رغم التحذيرات الاستخباراتية.
أدان رئيس وزراء الهند، مانموهان سينغ الهجوم ووصفه بأنه محاولة جبانة لنشر الخوف والإرهاب.
نفت الجبهة الوطنية في بيان لها تورطها في الهجوم، وادعت أنه كان مؤامرة من قبل حكومة الولاية لخلق احتكاك طائفي بين البودويونوالمسلمين.
وحث أقارب القتلى رئيس الوزراء تارون غوغوي على تقديم تطينات أمنية كي يأمنوا على حياتهم من القتل. كما اشتكوا من ضغوط السلطات المحلية لممارسة الشعائر الجنائزية للقتلى.